# Plavsk
Plavsk (på ryska: Плавск) är en stad i Tula oblast i Ryssland. Staden ligger på det centralryska höglandet, på båda sidor om floden Plava, cirka 60 kilometer söder om Tula. Plavsk har ungefär 16 000 invånare.
Bosättningen Plavsk omnämns första gången 1540, då under namnet ”Sergijevskoje”, och var på 1800-talet, efter anslutningen till järnvägsnätet, en by präglad av handel. Plavsk upphöjdes till stad år 1949.